# Roberto Saccente
Roberto Saccente (Haedo, 20 de febrero de 1928) es un director de coros, profesor y jurado coral argentino, fundador entre otros del Coro Polífónico Nacional de Argentina, del Coro Alberto Ginastera del Conservatorio de Música de Morón y del Coral Femenino de San Justo, y reconocido por la Fundación Konex con el diploma al mérito del año 1999 en música clásica, y el Gran Premio de Honor de CAMU-UNESCO (1996), entre otros varios galardones.

## Biografía
Hijo de inmigrantes italianos, su madre tocaba el piano informalmente y Saccente ingresó en su juventud al Conservatorio Nacional de Música para perfeccionarse en ese instrumento. Luego de su egreso se dedicó a la enseñanza particular y en el conservatorio, donde tuvo entre sus alumnos a  Carlos Nuñez Cortés, uno de los miembros de Les Luthiers. En 1956 fundó el Coral Femenino de San Justo, que continúa dirigiendo. También es fundador del Coro Polífonico Nacional (1967)  y del Coro Alberto Ginastera del Conservatorio de Música de Morón.
Su actividad se extendió a numerosos países, mediante giras de las agrupaciones corales que ha dirigido: con el Coral Femenino de San Justo realizó la primera gira europea en 1966, que incluyó un concierto en el Vaticano, ocasión en que fue distinguido con la medalla al mérito de Pablo VI, y en 1969 fue nombrado miembro asesor de la Comisión de música de la OEA.

## Premios y reconocimientos
- 1996 Comisión Argentina de Música-UNESCO, Gran premio de honor.
- 1999 Fundación Konex, diploma al mérito en música clásica.[1]
- 2001 Senado de la Nación Argentina, Premio a la Trayectoria Honorable por la Organización Federada Argentina de Actividades Corales (OFADAC).[5]
- 2007 Cámara de Diputados, Mayor honorable de la Argentina.[5]